# Kruševice
Kruševice este un sat din comuna Herceg Novi, Muntenegru. Conform datelor de la recensământul din 2003, localitatea are 178 de locuitori (la recensământul din 1991 erau 317 locuitori).

## Demografie
În satul Kruševice locuiesc 152 de persoane adulte, iar vârsta medie a populației este de 48,6 de ani (45,8 la bărbați și 51,6 la femei). În localitate sunt 67 de gospodării, iar numărul mediu de membri în gospodărie este de 2,66.
Această localitate este populată majoritar de sârbi (conform recensământului din 2003).
|  |

| Demografie | Demografie | Demografie |
| An         | Locuitori  | Locuitori  |
| ---------- | ---------- | ---------- |
|            |            |            |
|            |            |            |
|            |            |            |
|            |            |            |
| 1948       | 661        |            |
| 1953       | 672        |            |
| 1961       | 746        |            |
| 1971       | 612        |            |
| 1981       | 487        |            |
| 1991       | 317        | 317        |
| 2003       | 178        | 178        |

| \| Componența etnică conform recensământului din 2003[2] \| Componența etnică conform recensământului din 2003[2] \| Componența etnică conform recensământului din 2003[2] \| Componența etnică conform recensământului din 2003[2] \| Componența etnică conform recensământului din 2003[2] \| \| ----------------------------------------------------- \| ----------------------------------------------------- \| ----------------------------------------------------- \| ----------------------------------------------------- \| ----------------------------------------------------- \| \| \| \| \| \| \| \| Sârbi \| Sârbi \| \| 129 \| 72,47% \| \| Muntenegreni \| Muntenegreni \| \| 39 \| 21,91% \| \| necunoscută \| necunoscută \| \| 1 \| 0,56% \| |              |  |     |        |
| Componența etnică conform recensământului din 2003 |              |  |     |        |
| |              |  |     |        |
| Sârbi | Sârbi        |  | 129 | 72,47% |
| Muntenegreni | Muntenegreni |  | 39  | 21,91% |
| necunoscută | necunoscută  |  | 1   | 0,56%  |